# The Village: Achiara's Secret
The Village: Achiara's Secret (en hangul, 마을 – 아치아라의 비밀; romanización revisada, Maeul - achiaraui bimil) es una serie de televisión surcoreana de 2015, protagonizada por Moon Geun Young y Yook Sung Jae. Fue emitida en su país de origen por Seoul Broadcasting System desde el 7 de octubre hasta el 3 de diciembre de 2015, con una longitud de 16 episodios emitidos miércoles y jueves a las 21:55 (KST).

## Argumento
Achiara es un pueblo tranquilo, sin apenas ningún delito. Sin embargo, en su primer día en la ciudad, la profesora de Inglés Han So Yoon (Moon Geun Young) de 28 años, descubre un cadáver enterrado. A medida que la gente del pueblo especula sobre la identidad de la persona muerta y la razón de la muerte, el novato y entusiasta policía Park Woo Jae (Yook Sung Jae), que finalmente ha logrado su sueño de convertirse en un policía, después de fallar el examen tres veces, se une al equipo con So Yoon para descubrir los secretos ocultos de este aparente pueblo tranquilo.

## Reparto

### Personajes principales
- Moon Geun Young como Han So Yoon.[2]
- Yook Sung Jae como Park Woo Jae.[3]
- Ohn Joo-wan como Seo Ki-hyun.[4]
- Shin Eun-kyung como Yoon Ji Sook.[5]
- Jang Hee Jin como Kim Hye Jin.

### Personajes secundarios
Familia de Seo Chang Kwon
- Jung Sung Mo como Seo Chang Kwon.
- Ahn Seo-hyun como Seo Yoo Na.
- Kim Yong Rim como Wook Ye Sa.

Gente de la villa
- Jang So-yeon como Kang Joo Hee.[6]
- Park Eun-seok como Nam Gun Woo.
- Kim Min-jae como Han Kyung Sa.
- Woo Hyun Joo como Kyung Soon.
- Lee Yeol Eum como Ga Young.
- Choi Jae Woong como Kang Pil Sung.
- Choi Won Hong como Ba Woo.
- Kim Sun Hwa como Señor Hong.
- Moon Jee In como Soon Young.

### Otros personajes
- Jo Han-chul como Detective Choi.
- Lee Sung Chul como Presidente Noh Jung Tak.
- Kim Mi Ra como Park In Sun.
- Kim Soo Hyun como Nam Soo Man.
- Shin Young Jin como Kang In Sook.
- Ryu Tae Ho como Han Sun Joo.
- Park Ji Il como Park Chun Shik.
- Kim Jong-tae.
- Kim Bo Jung
- Yoo Joon Hong
- Woo Sang Wook
- Park Min Jung
- Kim Mi Ran
- Go Kyung Taek
- Lee Joo Ah
- Seo Ji Yeon
- Choi Nam Wook
- Ahn Soo Ho
- Jung Ae Ri
- Ahn Ji Hwan

## Recepción

### Audiencia
En azul la audiencia más baja y en rojo la más alta, correspondientes a las empresas medidoras TNms y AGB Nielsen.
| Ep. #    | Fecha de estreno        | Share        | Share        | Share       | Share       |
| Ep. #    | Fecha de estreno        | TNmS Ratings | TNmS Ratings | AGB Nielsen | AGB Nielsen |
| Ep. #    | Fecha de estreno        | Nacional     | Seúl         | Nacional    | Seúl        |
| -------- | ----------------------- | ------------ | ------------ | ----------- | ----------- |
| 1        | 7 de octubre de 2015    | 6.2 %        | 7.5 %        | 6.9 %       | 7.5 %       |
| 2        | 8 de octubre de 2015    | 6.1 %        | 6.9 %        | 5.9 %       | 6.1 %       |
| 3        | 14 de octubre de 2015   | 7.0 %        | 8.1 %        | 7.1 %       | 7.8 %       |
| 4        | 15 de octubre de 2015   | 5.5 %        | 6.5 %        | 5.2 %       | 5.9 %       |
| 5        | 21 de octubre de 2015   | 4.6 %        | 7.2 %        | 5.1 %       | 5.5 %       |
| 6        | 22 de octubre de 2015   | 5.7 %        | 7.3 %        | 5.2 %       | 5.6 %       |
| 7        | 28 de octubre de 2015   | 4.7 %        | 5.7 %        | 4.8 %       | 5.4 %       |
| 8        | 29 de octubre de 2015   | 5.8 %        | 7.7 %        | 7.0 %       | 8.1 %       |
| 9        | 4 de noviembre de 2015  | 4.8 %        | 5.8 %        | 4.9 %       | 5.7 %       |
| 10       | 5 de noviembre de 2015  | 5.1 %        | 6.0 %        | 5.4 %       | 5.9 %       |
| 11       | 12 de noviembre de 2015 | 7.4 %        | 8.2 %        | 6.3 %       | 6.7 %       |
| 12       | 18 de noviembre de 2015 | 4.5 %        | –            | 5.7 %       | 6.3 %       |
| 13       | 19 de noviembre de 2015 | 4.4 %        | 5.4 %        | 5.9 %       | 6.3 %       |
| 14       | 25 de noviembre de 2015 | 4.6 %        | 6.0 %        | 5.5 %       | 5.8 %       |
| 15       | 2 de diciembre de 2015  | 4.3 %        | 4.9 %        | 6.8 %       | 8.2 %       |
| 16       | 3 de diciembre de 2015  | 6.1 %        | 7.2 %        | 7.6 %       | 9.0 %       |
| Promedio | Promedio                | 5.5 %        | 6.5 %        | 5.9 %       | 6.3 %       |

## Emisión internacional
- Canadá: All TV.
- Hong Kong: Now Entertainment.
- Malasia: One TV Asia.